# Анархизм в Египте
Анархизм в Египте относится как к историческому египетскому анархистскому движению, возникшему в 1860-х годах и продолжавшемуся до 1940-х годов, так и к анархистскому движению, вновь возникшему в начале 2000-х годов. Анархизм был впервые представлен в Египте итальянскими рабочими-иммигрантами и политическими изгнанниками в 1860-х годах. Итальянская община в Египте была одной из многочисленных общин рабочих-эмигрантов, чье присутствие в Египте было связано с программой модернизации Мухаммеда Али, вали (или губернатора) Египта с 1805 по 1849 год, в рамках которой поощрялась иммиграция иностранцев с полезными навыками. Этот процесс был ускорен при преемниках Али, в частности, благодаря строительству Суэцкого канала в 1850-х годах.
Многие ведущие деятели мирового анархистского движения, включая Эррико Малатесту, Амилькаре Чиприани, Элизе Реклю, Луиджи Галлеани и Пьетро Гори, в разные периоды и по разным причинам проезжали через Египет, благодаря его положению относительного безопасного убежища для политических диссидентов и близости к Европе. Движение вновь стало известно миру, когда ряд анархистских групп приняли участие в египетской революции 2011 года, а именно Египетское либертарно-социалистическое движение и «Черный флаг».

## История

### Возникновение: 1860—1910-е годы
Анархизм был впервые представлен в Египте итальянскими рабочими-иммигрантами и политическими изгнанниками в 1860-х годах. Итальянская община в Египте была одной из многочисленных подобных общин рабочих-эмигрантов, чье присутствие в Египте было связано с программой модернизации Мухаммеда Али, вали (или губернатора) Египта с 1805 по 1849 год, в рамках которой поощрялась иммиграция иностранцев с полезными навыками. Этот процесс ускорился при преемниках Али, в частности, после строительства Суэцкого канала в 1850-х годах.
Итальянское рабочее общество (итал. Società Operaia Italiana), созданное в Александрии в начале 1860-х годов, стало первой организацией среди итальянской эмигрантской общины, которая начала двигаться в сторону анархизма. К середине 1870-х годов прибытие ветеранов походов Джузеппе Гарибальди и других радикалов привело к созданию «Мысли и действия» (итал. Pensiero ed Azione), политического объединения по маццинианскому образцу. В 1876 году от нее отделилась более радикальная группировка, которая была признана официальной александринской секцией анархистского Первого Интернационала. В течение следующего года были сформированы дополнительные секции в Каире, Порт-Саиде и Исмаилии, а египетские секции представили свой первый доклад Интернационалу на конгрессе в Вервье в сентябре 1877 года. Хотя на этом раннем этапе движение носило ярко выраженный итальянский характер, опубликованные материалы конгресса в Вервье показывают, что Александринская секция, при поддержке секции в Каире и Греческой федерации, успешно поддержала предложение, призывающее к распространению в восточном Средиземноморье анархистской литературы «на итальянском, иллирийском, греческом, турецком и арабском языках». Вскоре после этого Интернационал распался, и резолюция осталась безрезультатной, но она ясно продемонстрировала стремление зарождающегося египетского анархистского движения выйти за пределы своей первоначальной исключительно итальянской базы.
Многие ведущие деятели мирового анархистского движения, включая Эррико Малатесту, Амилькаре Чиприани, Элизе Реклю, Луиджи Галлеани и Пьетро Гори, в разные периоды и по разным причинам проезжали через Египет, благодаря его положению относительного безопасного убежища для политических диссидентов и близости к Европе. В июле 1881 года, когда делегаты анархистов собрались в Лондоне для создания Международной ассоциации трудящихся (или «Черного интернационала»), египетские секции — в федерации с анархистами Стамбула — представлял Малатеста, проживавший в то время в Египте. К этому времени александринские анархисты создали Европейский кружок социальных исследований (итал. Circolo europeo di studii sociali), в котором они проводили дискуссии по социальным вопросам и организовали подпольную типографию для печати плакатов. Позже в том же году в Сиди Габер была созвана конференция, в которой приняли участие около 100 делегатов от анархистских групп со всего Египта.
На протяжении большей части этого периода Египет находился в состоянии устойчивого политического кризиса. Египет влез в большие долги, взятые для финансирования масштабного развития инфраструктуры и роскошного образа жизни хедива (или вице-короля) Исмаил-паши. Не имея возможности погасить долг, Египет был вынужден в 1876 году принять европейский контроль над своей казной. В 1879 году под давлением Великобритании и Франции Исмаил был смещен султаном, а его преемником стал его сын Тевфик-паша, который пошел на умиротворение европейских кредиторов. Началась борьба за власть между элементами турко-черкесской элиты, с одной стороны, и националистически настроенными офицерами во главе с Ахмедом Ураби — с другой, которые хотели конституционного правительства. К началу 1882 года Ураби стал военным министром и столкнулся с враждебными британским и французским правительствами, которые хотели защитить европейские инвестиции от его предполагаемой антииностранной позиции. Однако, несмотря на то, что его характеризовали как антииностранца, Ураби на самом деле получал поддержку от представителей иностранного сообщества, включая итальянских рабочих и значительное число анархистов. В июне того же года британские войска подвергли бомбардировке Александрию, после чего высадились и двинулись на Ураби. После его поражения в битве при Тель-эль-Кебире вскоре последовала британская оккупация остальной части страны.

### Возрождение: начало 2010-х — настоящее время

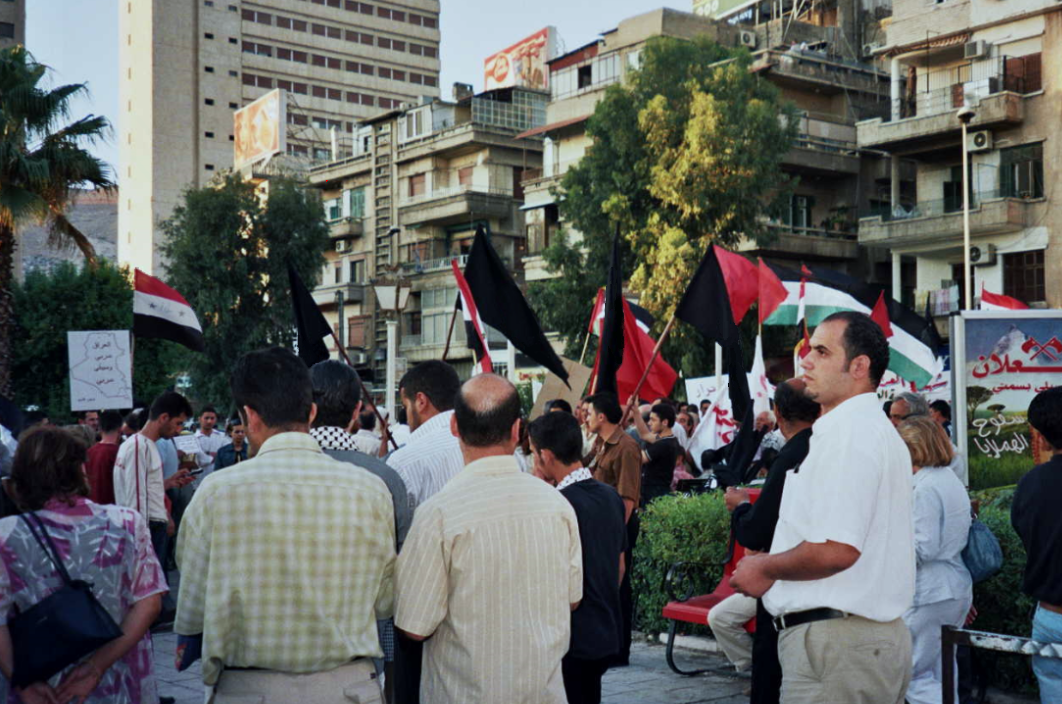
Анархистский протест в Египте против войны в Ираке, на фото 2005 года

Движение вновь появилось в мире, когда несколько анархистских групп приняли участие в египетской революции 2011 года, а именно Египетское либертарно-социалистическое движение и «Черный флаг». Египетские анархисты подверглись нападкам со стороны военного режима и «Братьев-мусульман». 7 октября 2011 года Египетское либертарное социалистическое движение провело свою первую конференцию в Каире.

## Организации
- Черный флаг (2010-е)
- Либертарное социалистическое движение (2011-)